# 阿納斯塔西奧
20°29′02″S 55°48′25″W / 20.48389°S 55.80694°W
阿納斯塔西奧（葡萄牙語：Anastácio），是巴西的城鎮，位於該國西部，由南馬托格羅索州負責管轄，始建於1964年3月18日，面積2,949平方公里，海拔高度160米，2014年人口24,642，人口密度每平方公里8.12人。